# 圣阿尼昂德韦尔西亚
圣阿尼昂-德韦尔西亚（法語：Saint-Agnant-de-Versillat，發音：[sɛ̃t‿aɲɑ̃ də vɛʁsija]）是法国克勒兹省的一个市镇，位于该省西北部，属于盖雷区。

## 地理
圣阿尼昂-德韦尔西亚（46°16'44"N, 1°30'40"E）面积50.46 平方千米，位于法国新阿基坦大区克勒兹省，该省份为法国中部省份，位于法國中央高原西北部，北起安德尔省和谢尔省，西接维埃纳省，南至科雷兹省，东临多姆山省，东北与阿列省接壤。
与圣阿尼昂-德韦尔西亚接壤的市镇（或旧市镇、城区）包括：阿泽拉布勒、巴兹拉、诺特、拉苏泰赖讷、圣日耳曼博普雷、圣莱热布里德雷、瓦雷耶。
圣阿尼昂-德韦尔西亚的时区为UTC+01:00、UTC+02:00（夏令时）。

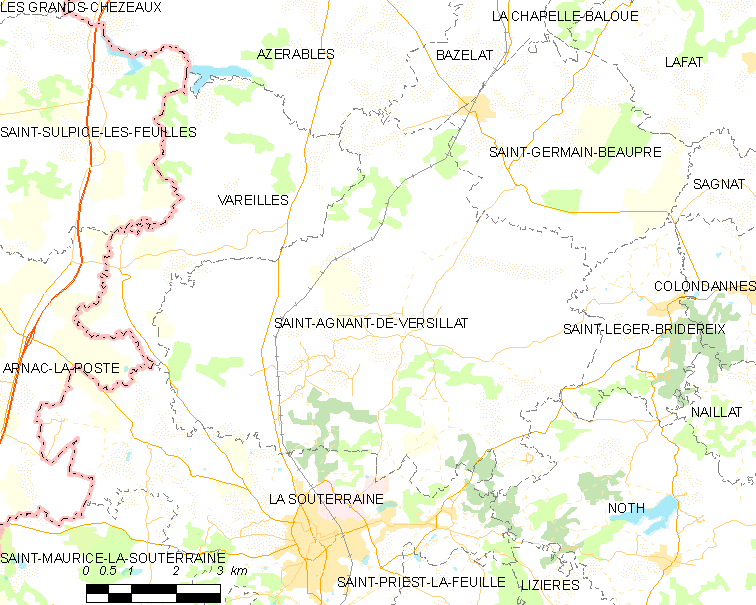
圣阿尼昂-德韦尔西亚的OSM定位图

## 行政
圣阿尼昂-德韦尔西亚的邮政编码为23300，INSEE市镇编码为23177。

## 政治
圣阿尼昂-德韦尔西亚所属的省级选区为拉苏泰赖讷县。

## 人口

1962-2008年间圣阿尼昂-德韦尔西亚人口变化图示

圣阿尼昂-德韦尔西亚于2022年1月1日时的人口数量为1059人。